# سان إنجليفيرت
سان إنجليفيرت (بالفرنسية: Saint-Inglevert)‏ هي بلدية تقع في إقليم باد كاليه من منطقة نور با دو كاليه في شمال فرنسا. تبلغ مساحة هذه المدينة 6.6 (كم²)، وترتفع عن سطح البحر 123 م، يبلغ عدد سكانها 683 نسمة حسب إحصاء المعهد الوطني للإحصاء والدراسات الاقتصادية سنة 2009 م. وترأس Francis Bouclet البلدية خلال فترة (2008-2014).